# Buzancy (Ardenes)
Buzancy és un municipi francès, situat al departament de les Ardenes i a la regió del Gran Est. L'1 de gener del 2021 tenia 380 habitants.